# Iratsume orsedice
Iratsume orsedice är en fjärilsart som beskrevs av Butler 1881. Iratsume orsedice ingår i släktet Iratsume och familjen juvelvingar. Inga underarter finns listade i Catalogue of Life.